# Chevrolet Tahoe
De Chevrolet Tahoe is een SUV van het Amerikaanse automerk Chevrolet. Samen met zijn dubbelganger de GMC Yukon en zijn grotere variant, de Suburban/Yukon XL vertegenwoordigd de Tahoe de Full-Size SUV familie van General Motors. De naam Tahoe verwijst naar het Lake Tahoe, in de Sierra Nevada en de naam Yukon verwijst naar het Yukon territorium in Canada.
Al sinds 1982 bieden Chevrolet en GMC dezelfde SUV's aan, maar onder andere namen. Zo kregen alle Chevrolet SUV's de naam Blazer en de GMC SUV's kregen de naam Jimmy. In 1991 besloot GMC, zijn nieuwe Full-Size Jimmy te hernoemen naar Yukon. Chevrolet wachtte hiermee tot 1994, toen kreeg de full-size Blazer, de naam Tahoe. De Mid-Size Blazer kreeg de naam New Blazer.
De Chevrolet Tahoe en GMC Yukon zien er exact hetzelfde uit als de Chevrolet Suburban/GMC Yukon XL, maar zijn te onderscheiden doordat de Tahoe/Yukon korter is achter de C-pilaren.
De Chevrolet Tahoe wordt verkocht in de Verenigde Staten, Canada, delen van Azië; zoals Zuid-Korea, de Filipijnen en het Midden-Oosten én in enkele Zuid-Amerikaanse landen. De GMC Yukon is alleen in de Verenigde Staten, Canada en in het Midden-Oosten te verkrijgen.
De hoofdconcurrent van de Tahoe is de Ford Expedition, maar er is ook concurrentie van de Jeep Wagoneer, Toyota Sequoia en de Nissan Armada.
Per 2022 staat de Chevrolet Tahoe op de derde plek van de beste SUV's.

## Eerste Generatie (1991-2000)
De naam GMC Yukon werd in 1991 geïntroduceerd als de opvolger van de tweede generatie GMC K5 Jimmy. Chevrolet behield tot 1995 de naam K5 Blazer, maar uiteindelijk stapte Chevrolet ook over op een nieuwe naam; de Chevrolet Tahoe. Eerst waren er alleen maar tweedeurs SUV's maar dit veranderde in 1995, toen Chevrolet ook een vierdeurs variant introduceerde.
De Tahoe/Yukon zijn aanzienlijk korter dan de Chevrolet Suburban, waarop ze zijn gebaseerd, maar delen wel hetzelfde platform. Dit platform, de GMT 400 is een chassis die ook op de Chevrolet Silverado is gebruikt. Zowel de tweedeurs als de vierdeurs type konden met een achterwiel- of vierwielaandrijving geleverd worden. De vierdeurs variant had een iets grotere wielbasis en was langer dan de tweedeurs variant.
De Tahoe werd ook verkocht in Mexico, Bolivia en Venezuela, maar onder andere namen. Zo kwam de Chevrolet Tahoe in 1995 (tweedeurs) en 98 (vierdeurs) als Chevrolet Silverado op de Mexicaanse markt. Van dit model kwamen er, zoals bij veel Chevy modellen, drie varianten: Base, LS en Luxury. In Venezuela kwam de Tahoe op de markt als Chevrolet Grand Blazer, als tweedeurs 4x4 tussen 1992 en 1996 en als vierdeurs vanaf 1996. In Bolivia kwam alleen de vierdeurs Tahoe op de markt als Chevrolet Tahoe. Dit gebeurde in 1995.

### Tahoe Limited & Tahoe Z71

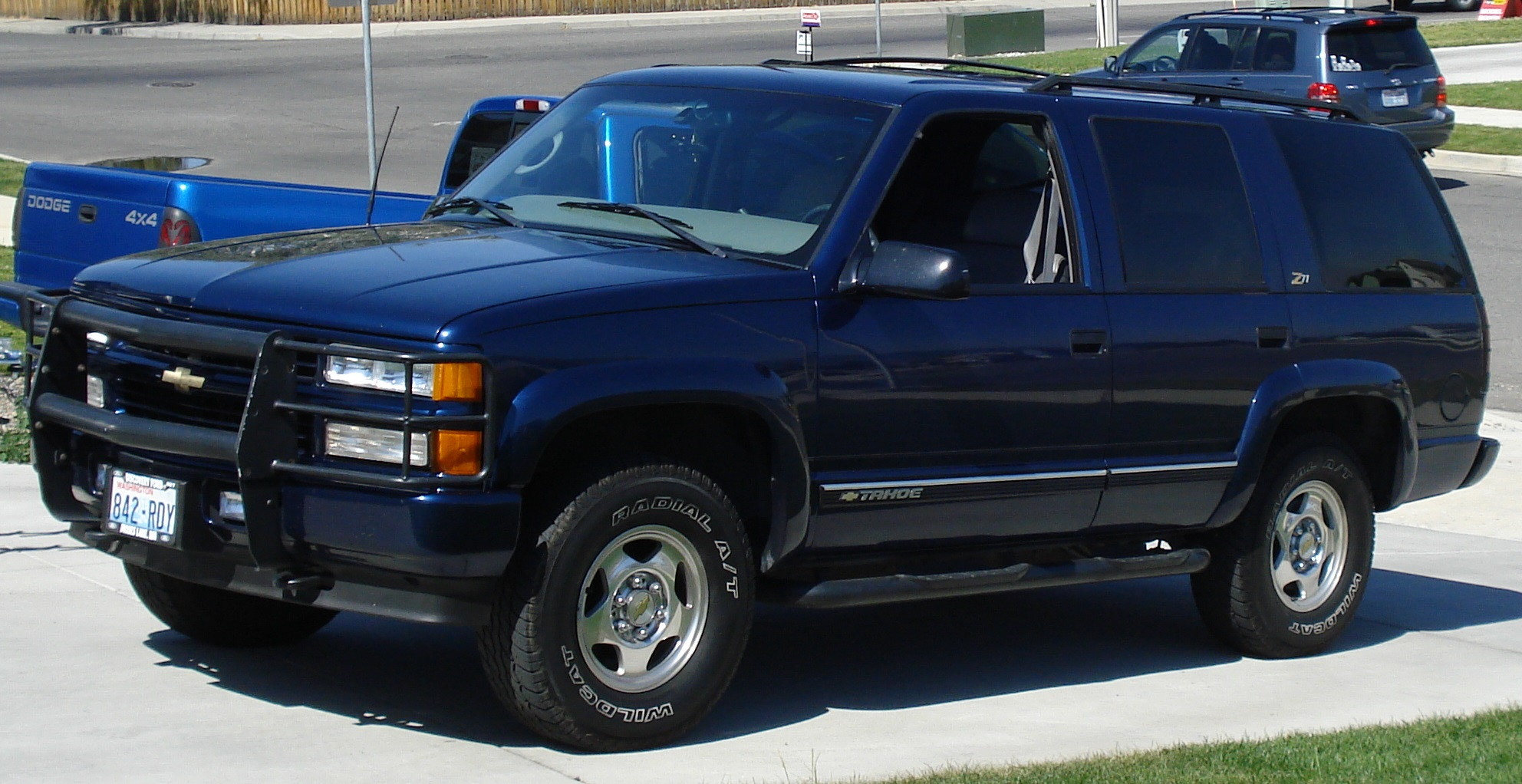
2000 Chevrolet Tahoe Z-71 Special Edition

Toen in 2000 een nieuwe generatie van de Tahoe werd aangekondigd, werden er alleen nog maar speciale edities van de eerste generatie gemaakt. De productie van deze speciale edities vond plaats in het Arlington Assembly en gebeurde alleen maar in 2000.
De Chevrolet Tahoe Limited was gebaseerde op het Chevrolet Tahoe SS conceptvoertuig, dat in 1996 was voorgesteld maar nooit is geproduceerd. De reden dat het SS voertuig nooit werd geproduceerd, was dat verzekeringsmaatschappijen hogere premies vroegen voor GM SS voertuigen en SUV's.
De Tahoe Limited werd alleen maar in het chroom onyx zwart geleverd en zag er anders uit dan een gewone Tahoe. Dit kwam doordat de bumpers in dezelfde kleur als het voertuig werden gespoten, de dakrails niet werden geplaatst en beter geïntrigeerde mistlampen voor.
Tevens werd er een politievariant (officiële naam: Z76 High Preformance chassis package) van de Tahoe Limited op de markt gebracht. Hierbij was het voertuig 51 mm lager dan een gewone 4x4 Tahoe, een leren interieur, een topsnelheid van 190 km/u, schokbrekers, een motor koeler en een anti slip modus.
De Chevrolet Tahoe Z71 had net als de Tahoe Limited chromen kleuren, bij de Z71 kon er echter voor meer kleuren gekozen worden. De opties bij de Z71 waren die van de Tahoe Limited, maar ook schokbrekers, gekleurde wielkappen, een gekleurde grille, gekleurde bumpers, leren stoelen, opstapjes en een beschermbeugel.

## Tweede Generatie (2000-2007)
In 2000 werd de tweede generatie van de Chevrolet Tahoe/GMC Yukon geïntroduceerd. De Tahoe behield grotendeels het uiterlijk van de vorige generatie, maar kreeg een nieuwe chassis, zuinigere motoren en een wat meer aerodynamisch uiterlijk. De tweedeurs Tahoe werd uit productie gehaald. Ook werd de Tahoe in Mexico hernoemd als Chevrolet Sonora.
De nieuwe Tahoe werd uitgerust met airbags voor de bestuurder en bijrijder, een OnStar-communicatiesysteem, automatische koplampen, een panoramadak en een beveiligingssysteem.
In 2001 kwamen er nieuwe kleuren beschikbaar, bosgroen en vuurrood. Er kwam ook een Z71 optiepakket voor de Tahoe LS 4x4 versie beschikbaar. Dit bevatte alle snufjes van de Chevrolet Tahoe Z71, maar ook off-road banden en OnStar. Ook kwam het OnStar-communicatiesysteem beschikbaar voor de reguliere LS versie.
In 2002 kreeg de Chevrolet Tahoe LS nieuwe snufjes, waaronder elektrische bediening voor de stoelen, verwarmde buitenspiegels en een functie waardoor de ramen niet beslagen raken. De basisversie van de Tahoe werd niet meer geproduceerd, hierdoor bleven alleen maar de LS en de LT versies over.

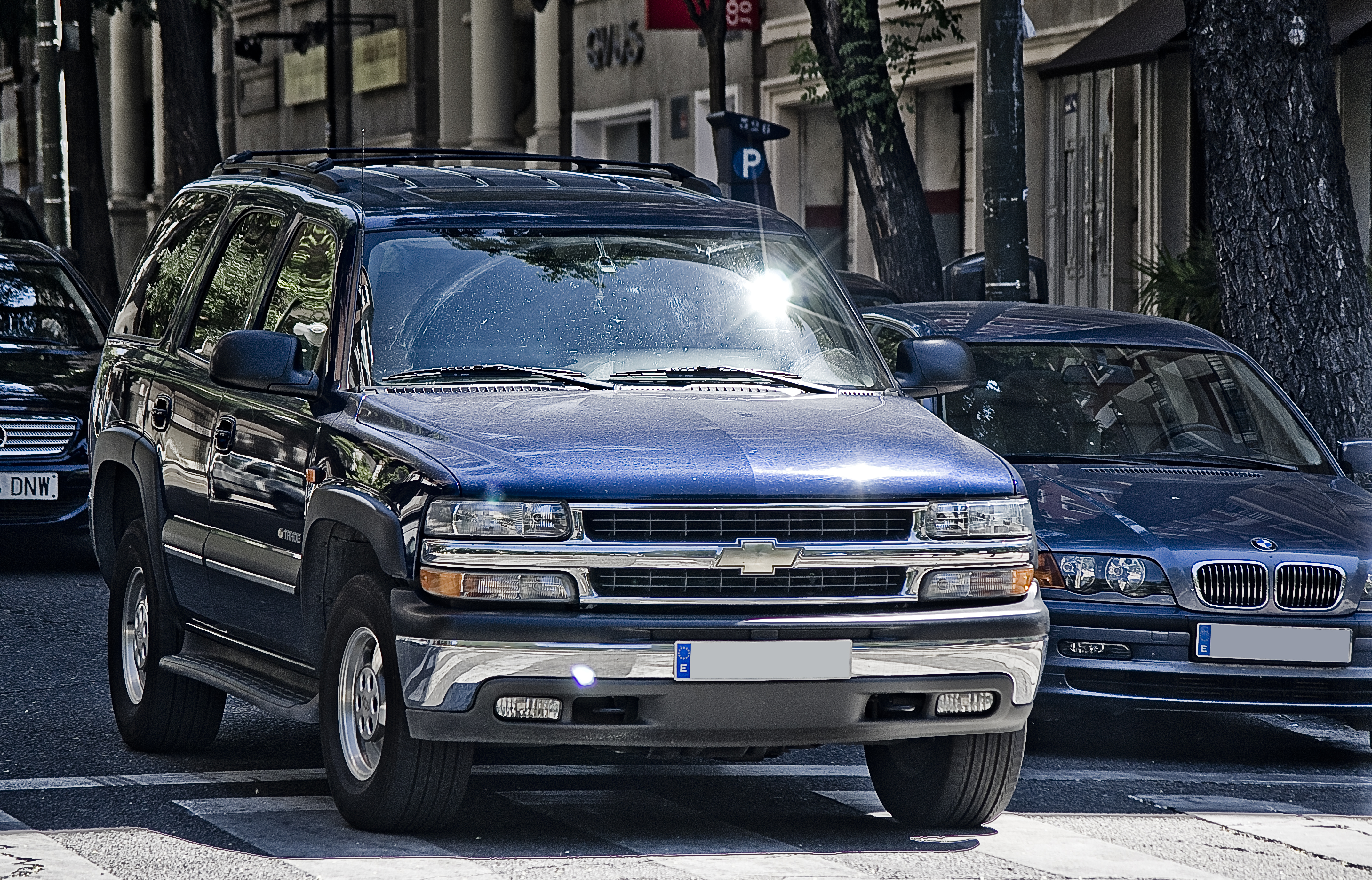
2004 Chevy Tahoe

In 2003 ontving de Tahoe zijn eerste grote upgrade. Het voertuig kreeg stabiliteitscontrole, nieuwe airbags, een opmaat gemaakte Bose-geluidssysteem, een satellietradio, DVD spelers voor de personen op de achterbanken, klimaatscontrole en een systeem waardoor de auto weet hoeveel mensen er in zitten. Verder kwam de optie beschikbaar om uitklapbare bekerhouders in de achterbanken te monteren. Dit was echter alleen beschikbaar voor modellen met lederen bekleding. De Tahoe LT kreeg elektrische, gekleurde buitenspiegels met richtingaanwijzers.
Het 2003 model kreeg ook een nieuwe centrale computer, met 34 verschillende waarschuwingen en opties. Verder kreeg de Tahoe een speciaal systeem die ervoor zorgde dat er nauwelijks uitstoot was bij het opstarten en opwarmen van de motor. Alle modellen die in Californië verkocht werden, kregen een speciale katalysator om aan de emissie-eisen te voldoen. Verder kwam er een speciaal systeem die alle verlichting uitschakelde als de sleutel langer dan 10 minuten uit het contact was.
In 2005 kwam het Z71 pakket ook beschikbaar voor voor Tahoe's met alleen een achterwielaandrijving. Andere upgrades waren een nieuwe OnStar systeem met een verbeterde handsfree telefoon. Nieuwe opties waren een touchscreen navigatiesysteem en nieuwe opstapjes.

## Derde Generatie (2007-2014)
De derde generatie Chevrolet Tahoe werd in 2005 gepresenteerd en verscheen in 2007 op de markt verschijnen. Voor de nieuwe Tahoe werd het GMT-900 platform gebruikt. Dit was een verstevigde chassis die speciaal ontworpen was voor grotere SUV's en Pick-ups. Ook kwam er voor het eerst een Hybride-versie van de Tahoe op de markt. Deze werd in 2008 gepresenteerd en was ontwikkeld door General Motors en Chrysler.
Om minder op elkaar te lijken, kregen de Chevrolet Tahoe en de GMC Yukon verschillende koplampen en grille. De Tahoe kreeg een grille die onderbroken werd door een band met het Chevrolet logo erin, de Yukon had een grille met het GMC logo erin. Ook kreeg de Tahoe een nieuw interieur met houtafwerking, nieuwe stoelen en nieuwe deurpanelen.
De hybride versie kwam in twee varianten. Beide varianten kregen naast de gewone 6.0L V8 motor, een elektrische motor die zo'n 80 pk kon leveren. De 6.0L motor kon overigens maximaal 322 pk leveren. De hybride varianten konden uitgerust worden met een aangepaste stuurbekrachtiging en led-verlichting.
In 2009 kon er bij de Tahoe LTZ een 6.2L V8 motor ingebouwd worden die 405 pk leverde. Deze optie was alleen beschikbaar in 2009 en is daarna niet meer toegepast.
In 2010 kreeg de Tahoe kleine upgrade waarbij er nieuwe interieur opties, nieuwe zijairbags en een optionele Blind Spot Information System kwamen. Ook werd de voorbumper aangepast, waardoor die wat hoger van de grond was.

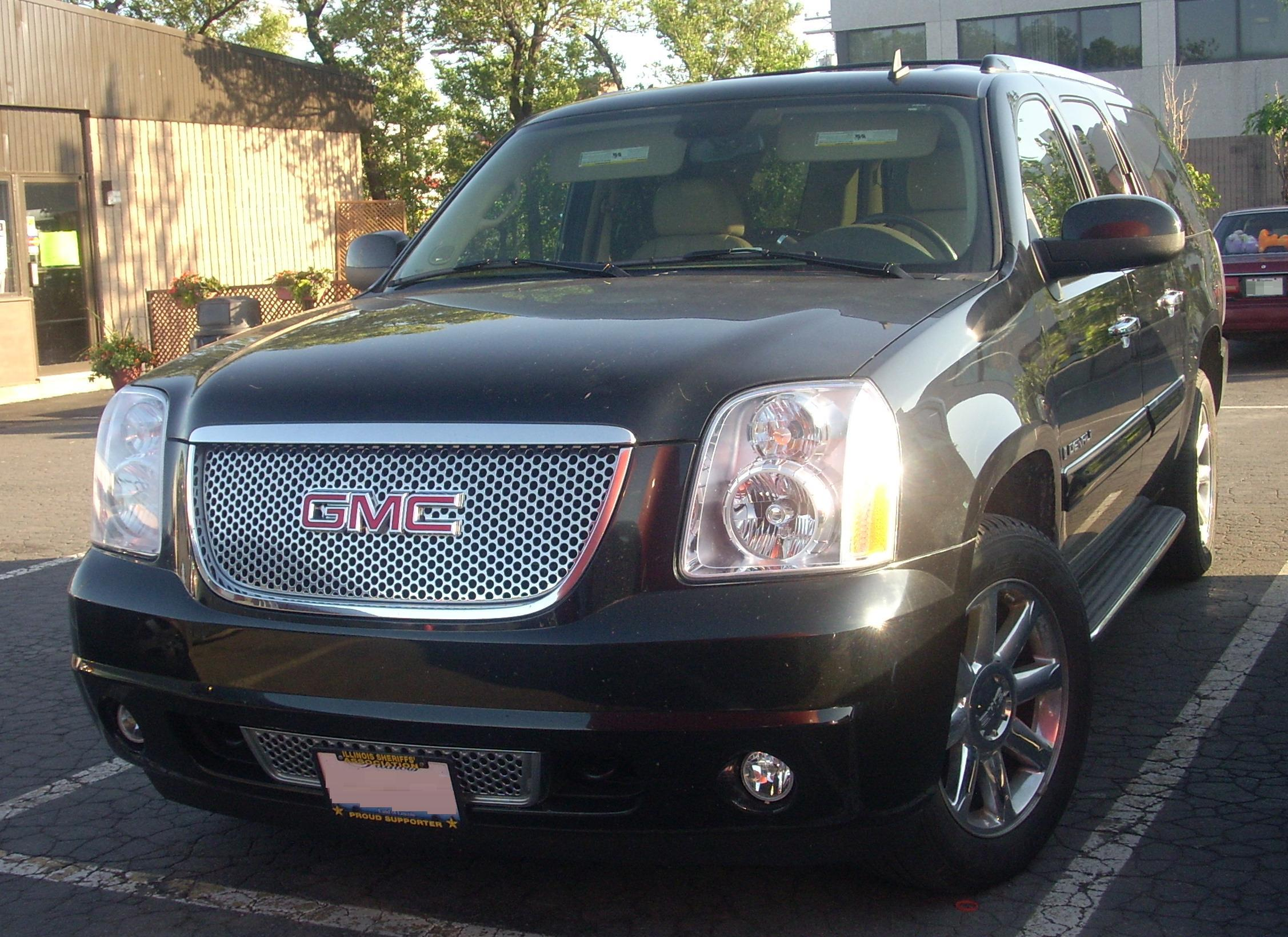
Derde generatie GMC Yukon

### TV promotie
In 2006 werd de nieuwe Tahoe gepromoot in de realityserie The Apprentice. In de serie moesten twee teams een show samenstellen voor het bestuur van General Motors, zodat die kennis konden maken met de nieuwe Tahoe. Ook sponsorende de serie een campagne waarbij mensen een reclamespotje van maximaal 30 seconden en het winnende spotje zou dan op de Amerikaanse televisie komen. De campagne was achteraf een groot succes, er werden zo'n 20.000 reclamespotjes ingezonden. Er kwamen ook veel reclamespotjes waarbij de slechte brandstofefficièntie werd aangekaart.

## Vierde Generatie (2015-2020)
De vierde generatie werd in 2014 gepresenteerd en zou als 2015 model op de markt komen. De nieuwe Tahoe/Yukon werd op het nieuwe GMT K2XX plaform gebouwd, dit was een verstevigde chassis die door pick-ups en SUV's gebruikt werd en diende als vervanger van het GMT-900 platform. De nieuwe Tahoe werd al in December 2013 geproduceerd voor testdoeleinden en verscheen in Februari 2014 bij de eerste autodealers.
Net als bij de vorige generatie zien de Chevrolet Tahoe en de GMC Yukon exact hetzelfde uit, behalve de koplampen en de grille. In het kader van brandstofefficiëntie, kreeg de Tahoe een zuinigere motor en werden de motorkap en achterklep van aluminium gemaakt, om het gewicht te verminderen. Om het voertuig meer aerodynamisch te maken, werden de portieren herontwerpen, zodat ze gelijk lopen met de rest van de auto. En om het geluidsniveau te verminderen, werd het voertuig afgewerkt met geluiddempend materiaal.
Nieuw op de Tahoe was dat de stoelen op de tweede én derde rij ingeklapt konden worden, om meer laadruimte te creëren en de passagiers op de tweede rij kregen 5 centimeter extra beenruimte. Ook kreeg de Tahoe een stuur dat op verschillende hoogtes ingesteld kon worden. Deze functie werd standaard geleverd op alle Tahoe's. De Tahoe werd ook uitgerust met extra USB poorten, een 8-inch touchscreen navigatiesysteem en DVD spelers die voor de personen op de achterbank.

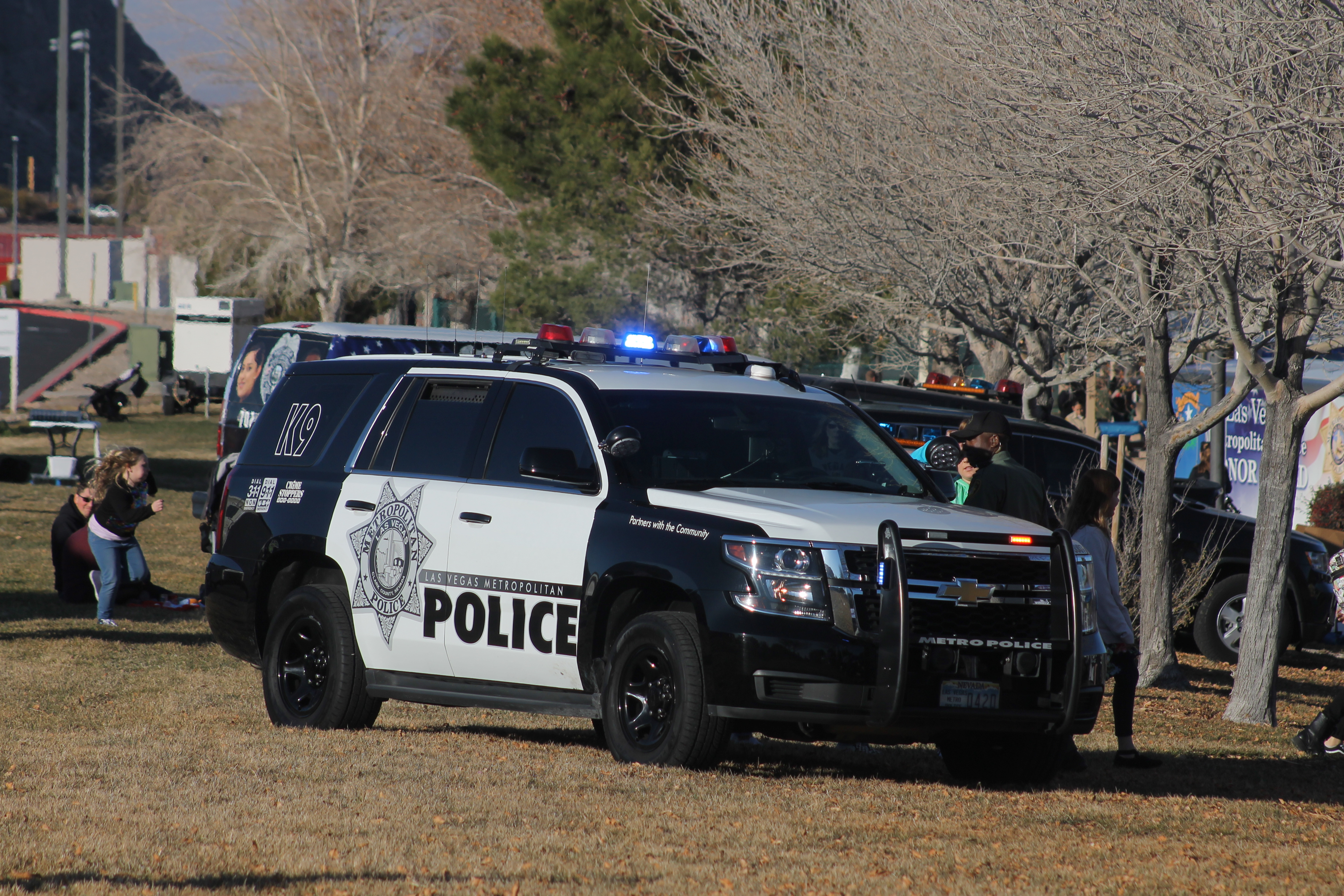
Vierde generatie Tahoe als politievoertuig

De GMC Yukon kreeg meer nieuwe snufjes dan de Chevrolet Tahoe. Zo werden de stoelen in de Yukon met dubbellaags schuim gevuld, kreeg de Yukon standaard een Bose-geluidssysteem, een optie op SD-kaarten in te pluggen (voor muziek etc) en dubbelglas om het geluid te verminderen.
De Tahoe werd in drie varianten geleverd: LS, LT en LTZ. De Yukon werd ook in drie varianten geleverd: SLE, SLT en Denali. Bij deze generatie werd er geen hybride-versie geproduceerd. Er werd ook een speciale Texas Edition Tahoe op de markt gebracht. Dit kwam mede doordat in Texas de meeste Tahoe's verkocht werden en om het 60-jarige bestaan van de Arlington Assembly te vieren. De Texas Editon bevatte alle Z71 snufjes (spatlappen, off-road banden, speciale grille en naamplaatjes) maar ook een krachtigere trekhaak, aluminium velgen en speciale naamplaatjes. De Texas Edition was alleen beschikbaar op de LT en LTZ.
In 2015 kreeg de Tahoe een upgrade waarbij Siri, 4G, Wi-Fi en een draadloze oplader (alleen voor LTZ) kwamen. Tevens kwam er een handsfree achterklep. Deze functie was alleen beschikbaar voor de LTZ en de LT.
In 2016 werden de SD-kaart en de CD-speler uit de Tahoe verwijderd. Ook kreeg de Tahoe lane assist, die er voor zorgde dat de auto niet zijn weghelft verliet bij afleiding.

## Vijfde Generatie (2021-heden)
In December 2019 werd de huidige generatie Chevrolet Tahoe gepresenteerd. De productie begon op 18 mei 2020 en de eerste auto's kwamen in Juni 2020 bij de autodealers. Voor deze generatie werd gebruik gemaakt van het nieuwe GMT T1XX platform die, net als zijn voorgangers, ontworpen is voor pick-ups en SUV's.
De nieuwe Tahoe wordt in vijf varianten geleverd: LS, LT, Premier, Z71 en RST. Als nieuwe optie werd het luxueuze High County aangeboden. Nieuw waren de vier uitlaten. Deze werden standaar geleverd op de Premier en High Country, maar waren ook optioneel voor de LT. De Tahoe kreeg een grille die afgeleid was van de Chevrolet Silverado. De grille is te kenmerken aan zijn scherpe hoeken en de led strips. De Tahoe kreeg een 10.25 inch touchscreen navigatiesysteem en 12.6 inch LCD schermen die films kunnen afspelen, maar ook aangesloten kunnen worden op een smartphone.

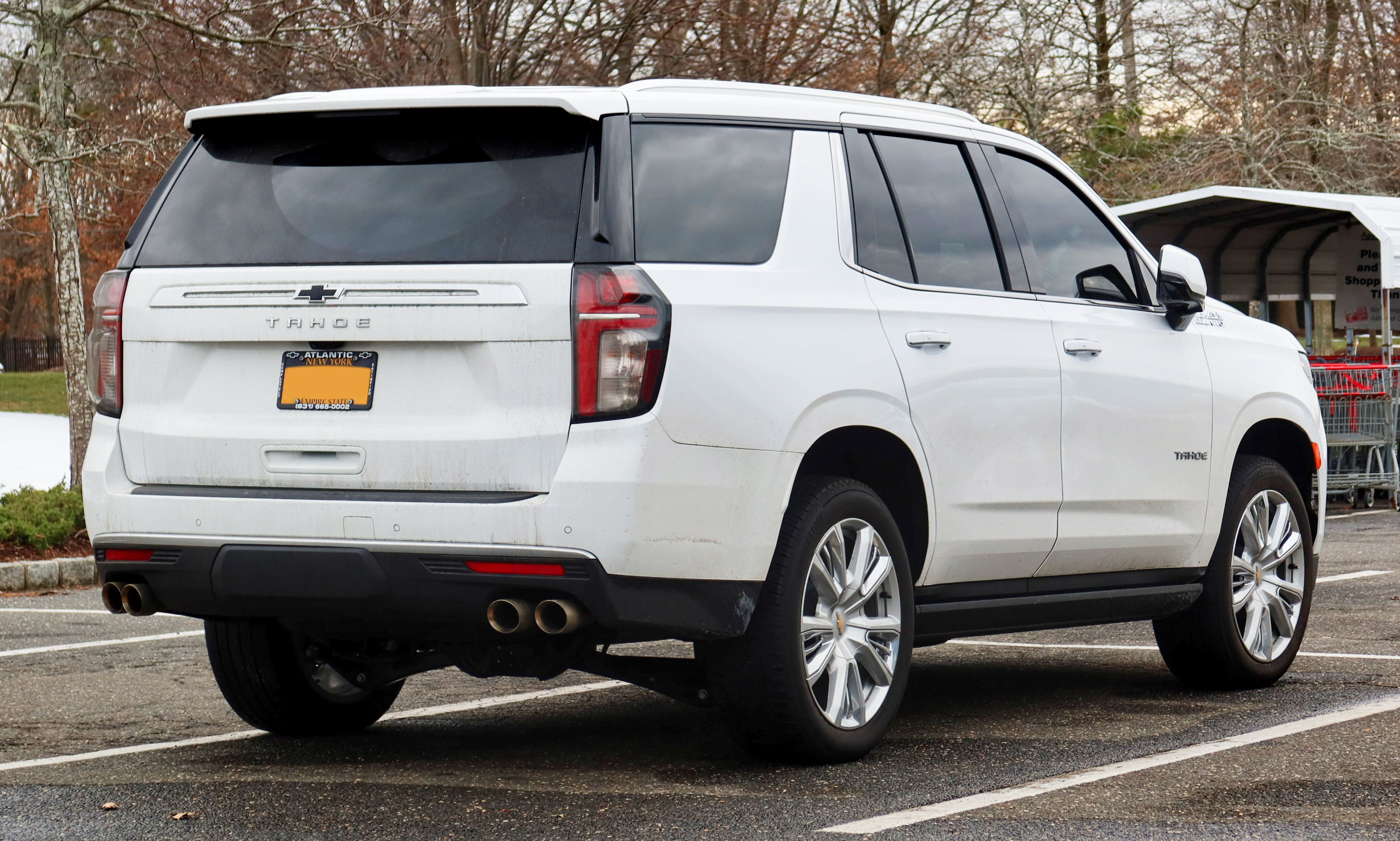
Achterzijde van een 2021 Chevrolet Tahoe High Country

General Motors maakte ook plannen bekend op de Tahoe te leveren in landen waar links gereden wordt. Deze plannen zijn voorlopig gecanceld, doordat er nauwelijks vraag is naar SUVs in Australië. Holden Special Vehicles, die speciale varianten van Holden modellen produceert, was wel bereid op de SUV te bouwen.
Ook probeerde GM in 2020 de Chevrolet Tahoe in China te verkopen. Deze plannen zijn ook geannuleerd, omdat het lastig zou zijn op dit model te verkopen, terwijl China een eigen Chevrolet-lijn heeft. Ook zouden de strenge emissie-eisen van China het vrijwel onmogelijk maken op de Tahoe daar te verkopen.
In November 2021 maakte GM bekend dat de Chevrolet Tahoe in Zuid-Korea op de markt gebracht zou worden. De Tahoe overtrof de Chevrolet Traverse als grootste SUV in Zuid-Korea en wordt maar in één variant verkocht, de High Country. Alle Tahoe's voor Zuid-Korea worden in Arlington Assembly geproduceerd en krijgen een 6.2L V8 motor. Op 18 april 2022 ging de Chevrolet Tahoe in verkoop.